# Baltasar Albéniz Martínez
Baltasar Albéniz Martínez (Eibar, 6 de gener de 1905 - Pamplona, 29 de novembre de 1978) fou un entrenador de futbol basc.

## Trajectòria
Dirigí el RCD Espanyol dues temporades, entre 1944 i 1946. Entrenà al Reial Madrid en dues etapes, la primera la temporada 1946-1947 i la segona la 1950-1951. En aquesta segona etapa fou campió de Copa.
Altres clubs on romangué foren el CA Osasuna, en tres etapes, l'Athletic Club i la Reial Societat.